# Basicò
Basicò ist eine kleine Gemeinde in der Metropolitanstadt Messina in der Region Sizilien in Italien mit 635 Einwohnern (Stand 31. Dezember 2023).

## Lage und Daten
Basicò liegt 70 km westlich von Messina im Ostnebrodischen Gebirge. Die Einwohner arbeiten hauptsächlich in der Landwirtschaft (Wein und Getreide) und der Viehzucht.
Die Nachbargemeinden sind Montalbano Elicona und Tripi.

## Geschichte
Basicò und das Gebiet um Basicò war schon früh besiedelt. So gibt es rund um das Dorf Funde aus Gräbern und Siedlungen ab der Jungsteinzeit. Im Mittelalter stand hier das Kloster Santa Maria di Basicò, das heute nicht mehr vorhanden ist. Bis 1862 hieß der Ort Casalnuovo.

## Sehenswürdigkeiten
Das Schloss der Barone aus dem 16. Jahrhundert hat zwei sehenswerte Portale. Das Kloster der Patri Basiliani aus dem 18. Jahrhundert besitzt zwei Krypten aus dem 13. Jahrhundert. Die Kirche San Biagio stammt aus dem 16. Jahrhundert. Die Pfarrkirche aus dem Jahre 1600 ist dem Heiligen Franziskus von Assisi geweiht.